# Кижинга
Кижинга́ (бур. Хэжэнгэ) — село, административный центр Кижингинского района Республики Бурятия и сельского поселения «Кижингинский сомон».
Население — 6376 чел. (2021).

## География
Расположено в 200 км восточнее города Улан-Удэ, на левом берегу реки Кижинги, в 9 км от её впадения в Худан. Расстояние от села Кижинга до станции Новоильинск ВСЖД составляет 97 км, до станции Бада Забайкальской железной дороги — 80 км, до г. Улан-Удэ через с. Заиграево — 190 км, через с. Хоринск — 200 км.

## История
Основано в 1915 году, под названием Шулуута (от бур. шулуута — каменистый). В 1941 году переименовано в Кижингу по названию реки, в долине которой находится. На эвенкийское происхождение топонима указывает суффикс -нга, хотя объяснения значения современными эвенками нет, а на бурятском языке этимология слова не осмысливается. По одной из версий, слово «кижинга» происходит от тунгусского слова «кесинге», которое переводится как «осчастливленный».

## Население
| 1970 | 1979  | 1989  | 2002  | 2010  | 2021  |
| ---- | ----- | ----- | ----- | ----- | ----- |
| 4593 | ↗5996 | ↗7347 | ↘6578 | ↘6373 | ↗6376 |

## Инфраструктура

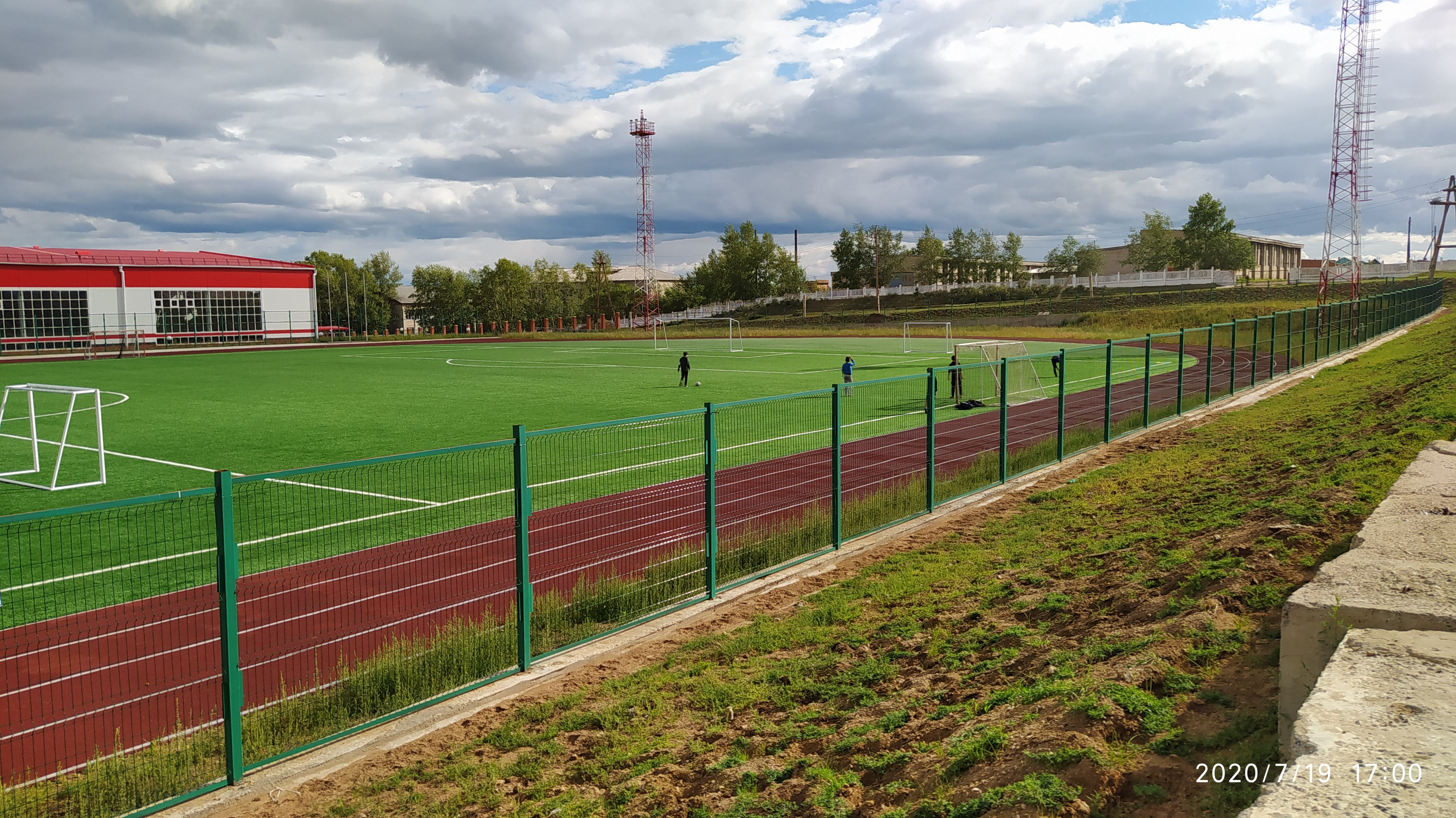
В 2021 году, недалеко от главной площади Кижинги, построен спортивный комплекс Кижингинского района вместе со стадионом. На нем в 2022 году были проведены XVIII Республиканские сельские спортивные игры.

## Достопримечательности

### Князь-Владимирская церковь
Князь-Владимирская церковь — православный храм, относится к Северобайкальской епархии Бурятской митрополии Русской православной церкви.

### Субурган Джарун Хашор
Субурга́н Джару́н Хашо́р — самая большая буддийская ступа в России. Находится в Кижингинском районе Республики Бурятия в 2 км по автодороге к юго-западу от села Кижинга.

## Радио
- 68,0 Радио России / ГТРК Бурятия
- 102,4 Buryad FM

## Известные люди
- Бухаев, Вячеслав Борисович — бурятский советский и российский архитектор и скульптор[9].
- Санжимитыпова, Елена Ямпиловна (1934―2010) ― советская бурятская театральная артистка, Заслуженный работник культуры Бурятии (1992), Заслуженный работник культуры Российской Федерации (1999), актриса Бурятского драматического театра имени Хоца Намсараева (с 1958 года)[10].